# Eragrostis collina
Eragrostis collina är en gräsart som beskrevs av Carl Bernhard von Trinius. Eragrostis collina ingår i släktet kärleksgrässläktet, och familjen gräs. Inga underarter finns listade i Catalogue of Life.